# Dorsey William Shackleford
Dorsey William Shackleford (Sweet Springs, 27 agosto 1853 – Jefferson City, 15 luglio 1936) è stato un politico e avvocato statunitense.

## Biografia
Dopo gli studi in legge, oltre ad essere avvocato, lavorò in magistratura dapprima come prosecuting attorney della Contea di Cooper (1882-1886 e 1890-1892), poi come giudice di primo grado nel 14º distretto giudiziario del Missouri (dal 1892 al 1899).
Si dimise dall'incarico quando fu eletto alla Camera dei Rappresentanti per il Partito Democratico nelle elezioni suppletive resesi necessarie nell'ottava circoscrizione del Missouri in seguito alla morte del deputato Richard P. Bland.
Fu rieletto nelle successive legislature, rimanendo in carica fino al 3 marzo 1919. Fallì infatti la rielezione alle consultazioni del 1918, e dopo il termine della carriera politica si trasferì a Jefferson City dove praticò l'attività forense e dove morì nel 1936. Fu sepolto a Boonville.